# Женщины в Хорватии
Женщины в Хорватии составляют половину населения страны, и в современной хорватской культуре они во многом равны мужчинам.

## Демография

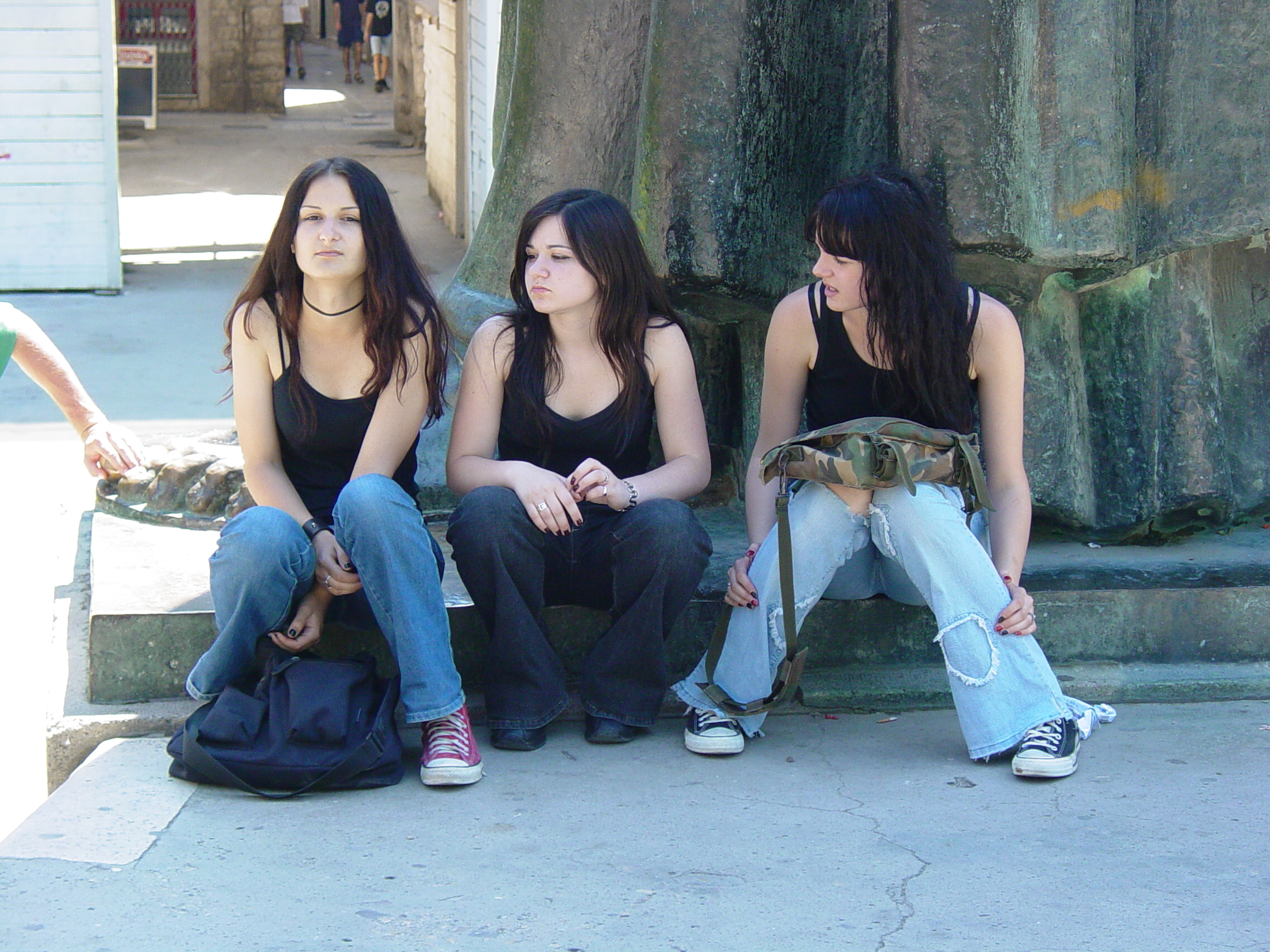

По данным переписи населения Хорватии 2011 года, в Хорватии проживает 2 218 554 женщины из общей численности населения в 4 284 889 человек.
На одну женщину 0-14 лет приходится 1,06 мужчин того же возраста, на одну женщину 15-64 лет приходится 0,99 мужчин того же возраста, на 1 женщину старше 64 лет приходится 0,64 мужчины той же возрастной категории. В общей численности населения на одну женщину приходится 0,93 мужчины. Ожидаемая продолжительность жизни женщин в Хорватии составляет 80,1 года (2012 год).
В 2009 году в Хорватии было зарегистрировано 44 577 живорождений, в том числе 22 877 детей мужского пола и 21 700 детей женского пола. Практически все роды состоялись в медицинских учреждениях; только 34 ребёнка родились в иных местах. Из общего числа 38 809 детей родились в браке или в течение 300 дней после прекращения брака, а средний возраст матерей при рождении первого ребёнка составил 27 лет и 5 месяцев. Суммарный коэффициент рождаемости, то есть количество рождений на 1000 женщин в возрасте 15-49 лет, составляет 42,9, при этом возрастной коэффициент достигает максимума на уровне 101,0 на миллион для женщин в возрасте 25-29 лет.
Всего в 2014 году в стране было 1342 миллионов трудоустроенных человек, из которых 46 % составляют женщины.
В 2013 году основной причиной смерти женщин в Хорватии были болезни системы кровообращения (54,3 %), за которыми следовали опухоли (23,6 %). Другими значимыми причинами смерти являются травмы, отравления и другие внешние причины (4,3 %), заболевания органов дыхания (3,5 %), пищеварительной системы (3,3 %), а также эндокринные, алиментарные и метаболические заболевания (2,8 %).
Омбудсмен по гендерному равенству и Управление по гендерному равенству существуют в Хорватии с 2003 года.